# Jogchem Jalink
Jogchem Jalink (1983) is een Nederlandse poppenspeler. 
Jalink speelt in Sesamstraat het personage Angsthaas en is sinds 2015 de Nederlandse poppenspeler en stem van Elmo in Nederlandse items en media-optredens. Hij werkt tevens mee als poppenspeler in De boterhamshow en was de speler, stem en (poppen-)maker achter het personage Salamander Klöpping in de eerste seizoenen van Zondag met Lubach. Daarnaast is hij als poppenspeler in het theater actief, zowel solo als in samenwerking met onder anderen Dirk Scheele en DOX. Eerder leverde hij bijdragen aan de televisieprogramma's TiTa Tovenaar en Bibaboerderij. 
Jalink staat sinds 2001 op het podium als onder meer musicus en poppenspeler. In 2007 werden er audities gehouden voor de rollen van Angsthaas en Stuntkip, twee nieuwe poppen in het kinderprogramma Sesamstraat. Hij kreeg de rol van Angsthaas toebedeeld en werd – tezamen met Eric-Jan Lens, die werd aangenomen als Stuntkip – getraind door Bert Plagman en de Amerikaanse poppenspeler Kevin Clash.
In 2006 richtte Jalink zijn creatieve bedrijf Joggy Creations op.